# Adromischus maximus
Adromischus maximus és una espècie de planta suculenta del gènere Adromischus, que pertany a la família Crassulaceae.

## Taxonomia
Adromischus maximus Hutchison va ser descrita per Paul Clifford Hutchison i publicada a Cactus and Succulent Journal 31: 131. 1959.